# بنو عوام (دهستان)
 بنو عوام  (در عربی:  بَنو العَوّام )
دهستانی است در ناحیهٔ (لقضاء) و در عزلهٔ (الحجة)، از توابع استان حَجّه، در کشور یمن در شبه جزیره عربستان. 

## جمعیت
جمعیت این دهستان در حدود ( ۵۳۹۸ ) نفر و (۱۹ خانوار ) می‌باشد. 

## روستاها
روستاهای توابع این دهستان عبارتند از:
- روستاها: العریف
- روستای: بنی القدمی
- روستای: رَدمان
- روستای: بنی الزواد
- روستای: الصُرَابی
- روستای: جبا نَمِر
- روستای: بَنی غُشیم